# Illo (fiume)
L'Illo o Hyllos (in greco Ὕλλος?) è un fiume dell'Anatolia, affluente di destra dell'Ermo, nella Provincia di Manisa. Ai tempi di Strabone, il fiume veniva chiamato Frigio, mentre l'odierno nome turco è Kum Çayı. In prossimità del punto in cui l'Illo sfocia nell'Ermo si accampò l'esercito romano del generale Scipione l'Asiatico, prima della Battaglia di Magnesia.